# Hop Station
Hop Station (Hop stasjon) var en jernbanestation på Vossebanen, der lå i kvarteret Hop i Bergen i Norge.
Stationen åbnede som trinbræt, da banen blev taget i brug 11. juli 1883. De blev opgraderet til holdeplads 10. maj 1885 og til station 1. juni 1930. 1. august 1964 omlagdes fjerntrafikken på strækningen mellem Tunestveit og Bergen, hvor stationen ligger, til en ny, i forbindelse med at Ulrikstunnelen blev taget i brug. Lokaltrafikken på den gamle strækning mellem Bergen og Nesttun fortsatte dog, så Hop fik umiddelbart lov til at overleve som trinbræt. Lokaltrafikken blev indstillet 31. januar 1965, hvorved stationen blev nedlagt. Sporforbindelsen forsvandt, da banen mellem Minde og Midttun blev nedlagt 1. marts 1980 og efterfølgende fjernet.
Den første stationsbygning blev opført i 1883 efter tegninger af Balthazar Lange. Den blev flyttet til Ål i Hallingdal i 1913 og benyttet som bolig. Samme år opførtes en ny stationsbygning i Hop efter tegninger af Erlend Tryti. Efter at stationen blev nedlagt, blev den benyttet som postkontor og af kunstgalleriet Galleri Stasjonen. I 1979 overtog Hordaland Vegkontor bygningen, der stadig står ved Troldhaugveien.